# ۹۹۵ (خورشیدی)
۹۹۵ نهصد و نود و پنجمین سال هجری خورشیدی است.

## رویدادها
- فتح تفلیس و نبرد گوگجه